# Monocentrus elatus
Monocentrus elatus är en insektsart som beskrevs av Boulard 1971. Monocentrus elatus ingår i släktet Monocentrus och familjen hornstritar. Inga underarter finns listade i Catalogue of Life.